# فريدريك العاشر
فريدريك هنريك أندريه كريستيان (26 مايو 1968 -)، ملك الدنمارك. هو أكبر أبناء الملكة مارغريت الثانية والأمير هنريك. اعتلى العرش بعد تنازل والدته عن العرش في 14 يناير 2024.
وُلِد في عهد جده الملك فريدريك التاسع، وأصبح وليًا للعهد بعد تولي والدته منصب ملكة الدنمارك في 14 يناير 1972. تلقى تعليمه الخاص في المنزل وفي مدرسة كريبس، ومدرسة دي روش، ومدرسة أوريجارد للألعاب الرياضية. حصل على درجة الماجستير في العلوم في العلوم السياسية من جامعة آرهوس. بعد الجامعة، عمل في مناصب دبلوماسية في الأمم المتحدة وفي باريس. وقد تدرب في جميع الفروع الثلاثة للقوات المسلحة الدنماركية.
في عام 2000، التقى فريدريك بمستشارة التسويق الأسترالية ماري دونالدسون أثناء حضوره دورة الألعاب الأولمبية الصيفية لعام 2000 في سيدني. تزوجا في 14 مايو 2004 في كاتدرائية كوبنهاغن. لديهم أربعة أطفال: كريستيان، إيزابيلا، والتوأم فنسنت وجوزفين.

## حياته

### نشأته وتعليمه

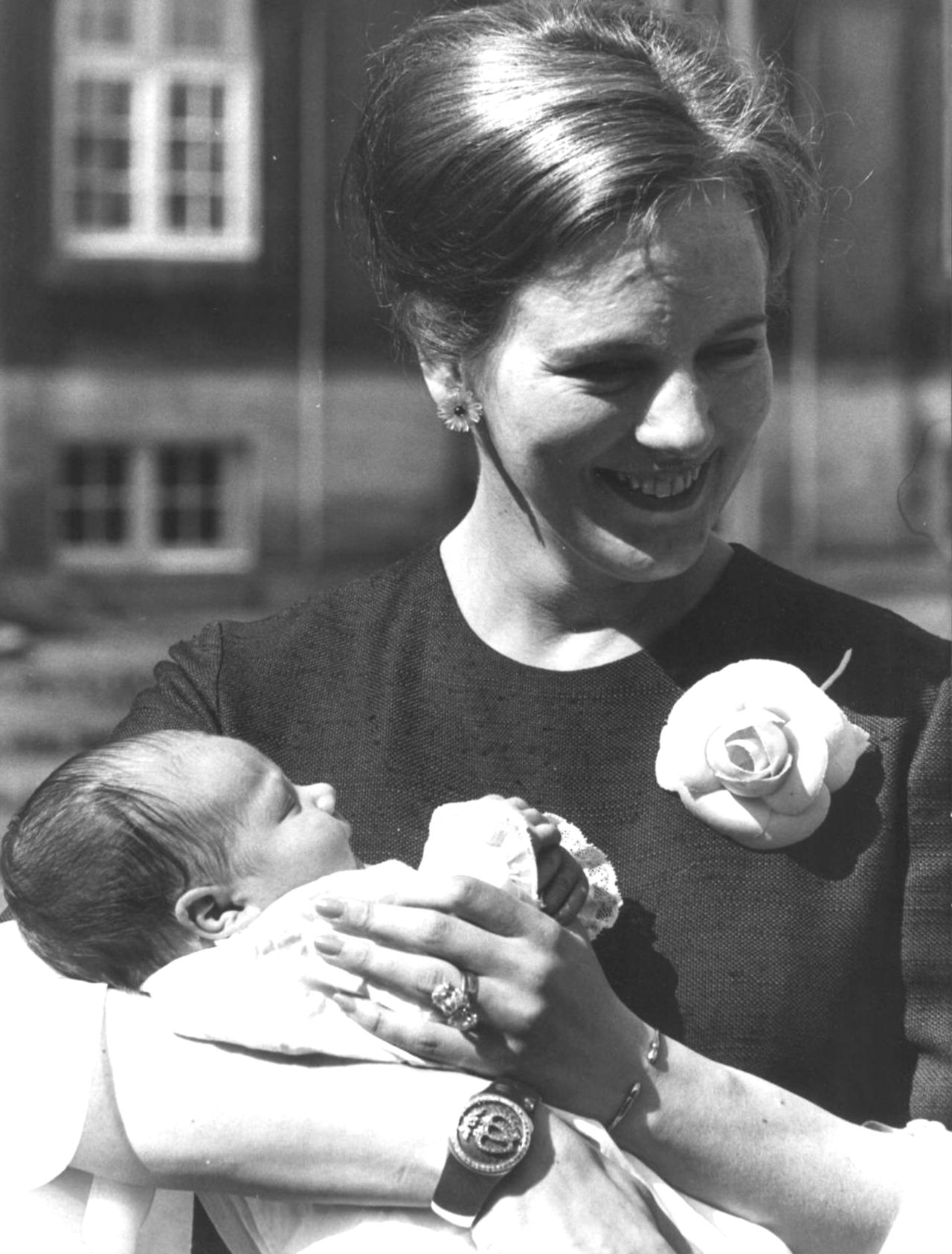
الأمير فردريك وهو رضيع بين ذراعي والدته, ق. 1968

وُلِد فريدريك بعملية قيصرية طارئة في ريجشوسبيتاليت، مستشفى جامعة كوبنهاغن في كوبنهاغن، في 26 مايو 1968 الساعة 23:50 للأميرة مارغريت آنذاك، الابنة الكبرى لفريدريك التاسع والوريث المفترض للعرش الدنماركي، والأمير هنريك. في وقت ولادته، كان جده لأمه على عرش الدنمارك وكان جده الأكبر من جهة الأم على عرش السويد.
عُمّد في 24 حزيران (يونيو) 1968 في كنيسة هولمن في كوبنهاغن. وسمّي فريدريك على اسم جده لأمه، الملك فريدريك التاسع، استمرارًا للتقليد الملكي الدنماركي المتمثل في تسمية الوريث إما فريدريك أو كريستيان. أصبح ولي عهد الدنمارك عندما اعتلت والدته العرش باسم مارغريت الثانية في 14 يناير 1972. الأخ الوحيد لفريدريك هو شقيقه الأصغر يواكيم أمير الدنمارك.
التحق فريدريك بالمدرسة الابتدائية في كريبس سكول بين عامي 1974 و1981، كتلميذ خاص في قصر أمالينبورج من عام 1974 إلى عام 1976، ومن الصف الثالث مرة أخرى في كريبس سكول. من عام 1982 إلى عام 1983، التحق بمدرسة إيكول دي روش، وهي مدرسة داخلية في نورماندي، فرنسا. في عام 1986، تخرج فريدريك من صالة أوريغارد للألعاب الرياضية. بالإضافة إلى اللغة الدنماركية، فهو يجيد الفرنسية (لغة والده)، والإنجليزية، والألمانية.
في خريف عام 1989، بدأ فريدريك دراسة العلوم السياسية في جامعة آرهوس. كجزء من تعليمه، أمضى العام الدراسي 1992-1993 في جامعة هارفارد، حيث درس العلوم السياسية تحت اسم فريدريك هنريكسن. أثناء وجوده في جامعة هارفارد، شارك في نادي Phoenix—SK، وعاش في شقة يمكن التحكم بإيجارها. فريدريك هو أول فرد من العائلة المالكة الدنماركية يكمل تعليمه الجامعي.

### حياته العملية المبكرة
تولى فريدريك منصبًا لمدة ثلاثة أشهر في البعثة الدنماركية للأمم المتحدة في نيويورك عام 1994. وفي عام 1995 حصل على درجة الماجستير في العلوم السياسية من جامعة آرهوس. أكمل الدورة في عدد السنوات المحدد بنتيجة امتحان أعلى من المتوسط، وبذلك أصبح أول فرد من العائلة المالكة يحصل على درجة الماجستير. وكانت ورقته الأخيرة عبارة عن تحليل للسياسة الخارجية لدول البلطيق، والتي زارها عدة مرات أثناء دراسته. عين فريدريك سكرتيرًا أول للسفارة الدنماركية في باريس من أكتوبر 1998 إلى أكتوبر 1999.

## ولاية العهد
تولى ولاية العهد فور اعتلاء والدته الملكة مارغريت الثانية للعرش في 14 يناير 1972، وكان حينها في الرابعة من عمره.

## عرش الدنمارك
تولى عرش الدنمارك في 14 يناير 2024 بعد أن تنحت والدته مارغريت الثانية عن العرش وأطلق عليه لقب فريدريك العاشر.

## الزوجة والأبناء
في 14 مايو 2004 تزوج من الأسترالية ماري إليزابيث دونالدسون (الأميرة ماري بعد الزواج) والتي كان التقاها أثناء دورة الألعاب الأولمبياد الصيفية سنة 2000 والتي أقيمت في سيدني، وأنجبا:
- الأمير كريستيان (ولد في 15 أكتوبر 2005).
- الأميرة إيزابيلا (ولدت في 21 أبريل 2007).
- الأمير فنسنت (ولد في 8 يناير 2011).
- الأميرة جوزفين (ولدت في 8 يناير 2011).

## معرض صور

## روابط خارجية
- فريدريك العاشر ملك الدنمارك على موقع IMDb (الإنجليزية)
- فريدريك العاشر ملك الدنمارك على موقع مونزينجر (الألمانية)
- فريدريك العاشر ملك الدنمارك على موقع إن إن دي بي (الإنجليزية)
- فريدريك العاشر ملك الدنمارك على موقع أوليمبيديا (الإنجليزية)